# Володин, Василий Геннадьевич
Васи́лий Генна́дьевич Воло́дин (укр. Василь Геннадійович Володін; род. 15 апреля 1979, село Корсунка, Тальновский район, Черкасская область) — украинский государственный служащий, глава Киевской областной государственной администрации (17 июня 2020 — 8 февраля 2022).

## Биография
В 2001 году получил высшее образование, закончил Львовский национальный университет имени Ивана Франко по специальности «Международные отношения», квалификация «Специалист по международным отношениям. Переводчик».
Трудовую деятельность начал в 2002 году в должности менеджера по внешнеэкономической деятельности частного предприятия «Укрфермерпостач» в Киеве. В 2003—2004 годах — заместитель директора ООО "Торговый дом «Дивико» и ООО "Группа компаний «УКРАГРО» (по совместительству) в Киеве.
В марте 2004 года начал государственную службу с должности главного специалиста отдела по вопросам налогообложения управления по вопросам налогообложения и внешнеэкономической деятельности Департамента финансового законодательства Министерства юстиции Украины, где проработал до 2006 года на различных должностях.
С 2006 по 2010 год работал в Государственном агентстве Украины по инвестициям и инновациям. Занимая должности от заместителя начальника Юридического управления — начальника отдела финансового законодательства и развития рынков капитала до директора Юридического департамента Государственного агентства.
В 2010 году стал заместителем генерального директора Государственного предприятия «Государственная инвестиционная компания», в 2011 году — заместителем председателя Наблюдательного совета Публичного акционерного общества «Украинский банк реконструкции и развития». С 2012 по 2019 годы занимал должность директора Департамента правового обеспечения Национальной комиссии, осуществляющей государственное регулирование в сфере связи и информатизации.
До 20 декабря 2019 года — исполняющий обязанности генерального директора ГП «Электронмаш».
С 20 декабря 2019 года — заместитель председателя Киевской областной государственной администрации.
Указом Президента Украины от 11 марта 2020 года № 76/2020 на Володина Василия Геннадьевича временно возложено исполнение обязанностей председателя Киевской областной государственной администрации. 17 июня 2020 года уволен от временного исполнения обязанностей главы Киевской областной государственной администрации и назначен главой Киевской областной государственной администрации. 8 февраля 2022 года уволен.

## Семья
Женат. Имеет двоих детей.

## Звания и награды
- Заслуженный юрист Украины (2016)[6]. Дважды награждён государственными наградами — Благодарностью Премьер-министра Украины и Почётной грамотой Кабинета Министров Украины[укр.].